# Sinularia firma
Sinularia firma is een zachte koraalsoort uit de familie Alcyoniidae. De koraalsoort komt uit het geslacht Sinularia. Sinularia firma werd in 1970 voor het eerst wetenschappelijk beschreven door Tixier-Durivault. 